# アルヴィス・カー・アンド・エンジニアリング・カンパニー

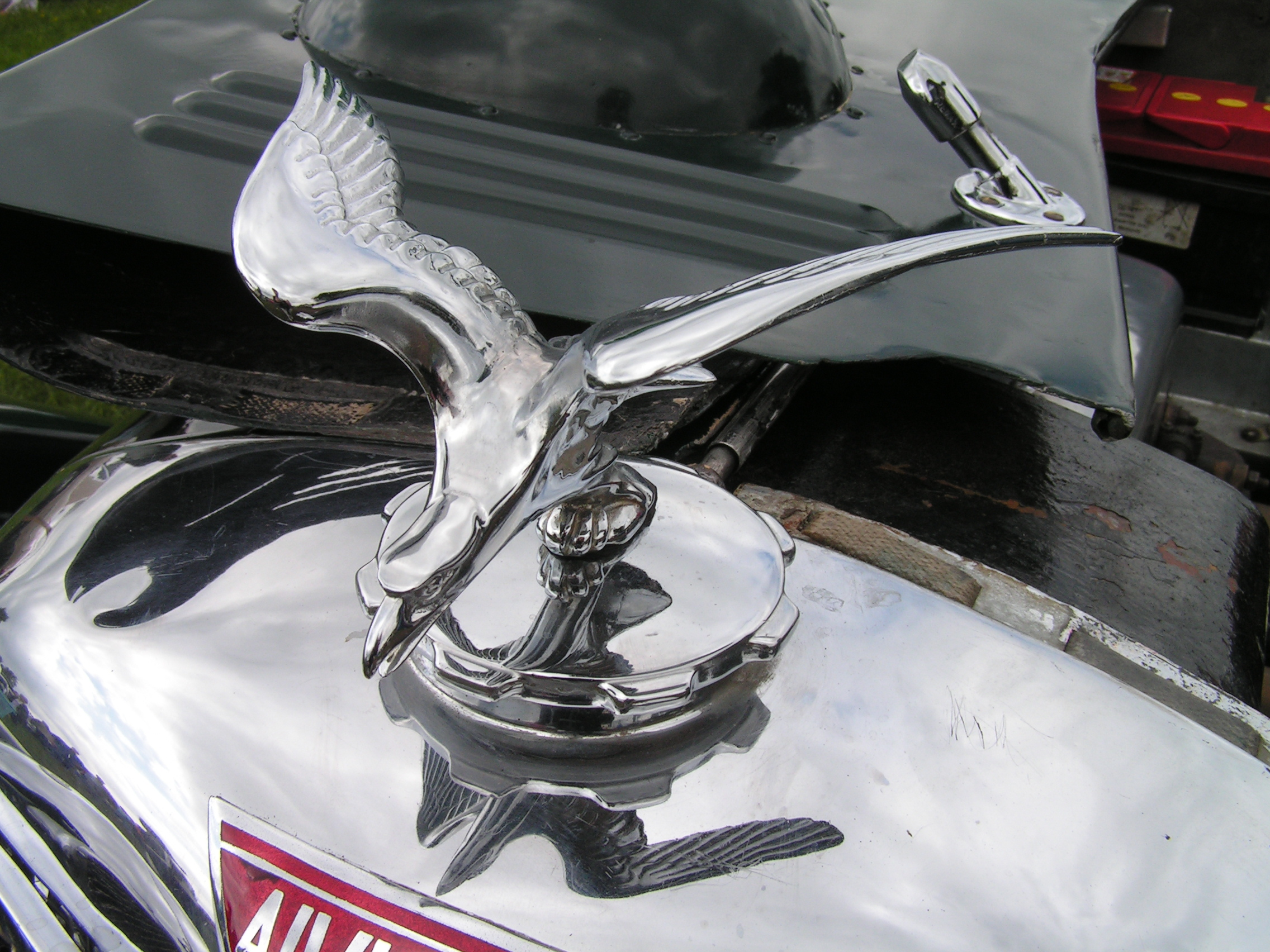
シルバーイーグルのマスコット（後期型）

アルヴィス・カー・アンド・エンジニアリング・カンパニー・リミテッド (Alvis Car and Engineering Company Ltd.) は、1919年から1967年まで乗用車を製造したイギリスの自動車メーカー。乗用車以外にも航空機エンジンおよび軍用車両も製作した。軍用車両は2004年まで生産された。

## 歴史

### はじまり

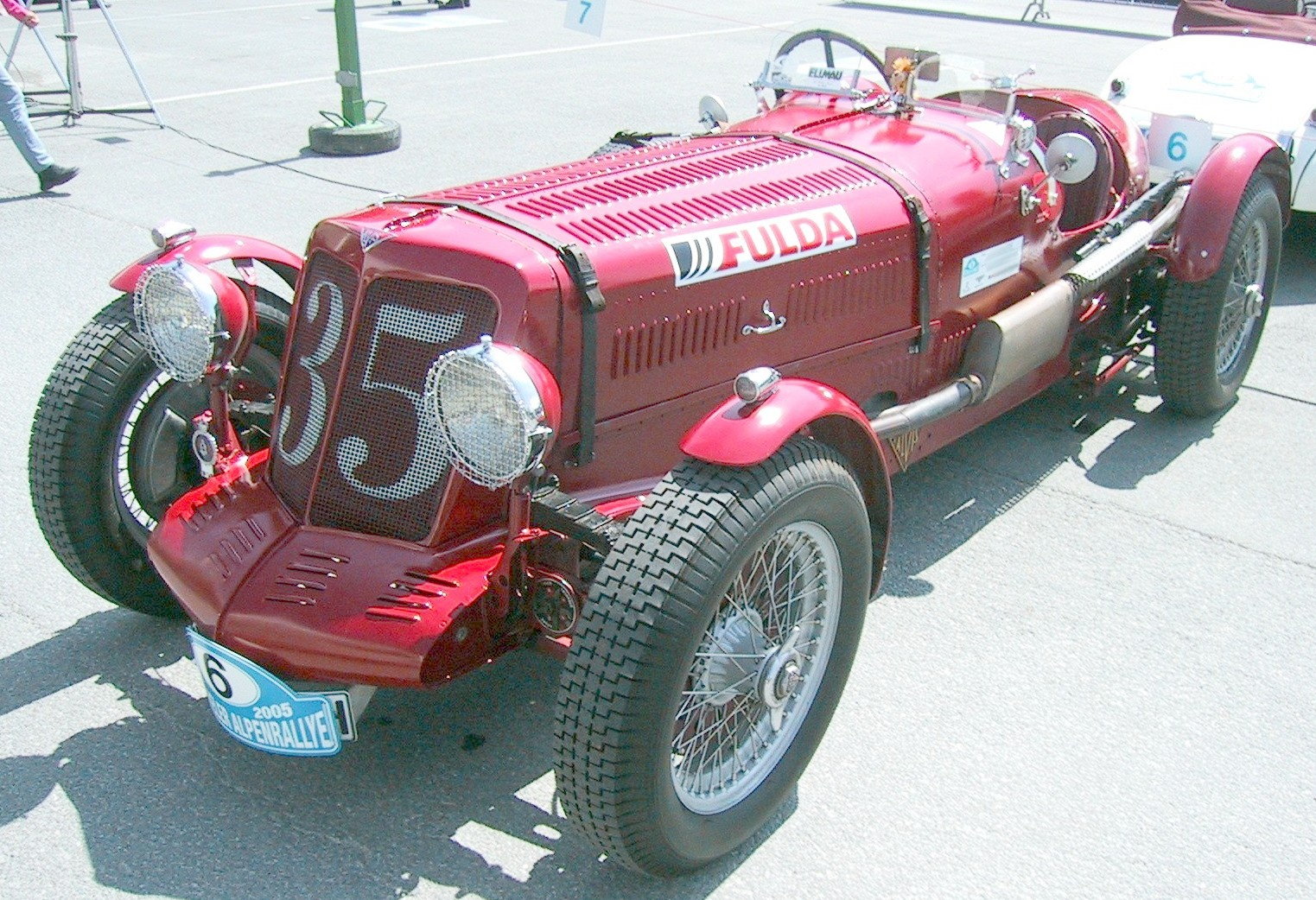
1935年製アルヴィス特別仕様車

1919年、TG ジョン・アンド・カンパニー・リミテッド (TG John and Co. Ltd.) として設立。当初は据置型エンジン、キャブレター、スクーターを製作していた。創業者のTG・ジョンはジェフリー・ド・フレヴィル (Geoffrey de Freville) に4気筒エンジンの設計を依頼。アルミニウム製ピストンで圧力潤滑の当時としては珍しいものだった。社名のアルヴィスはアルミニウムとラテン語の vis（強い）を合わせた言葉でフレヴィルが推奨したものと言われるが、フレヴィル自身はこれを強く否定していた。古代スカンジナビア神話の武器職人アルヴィースからともいわれているが真相は不明のままである。
アルヴィス最初の車は「10/30HP」でフレヴィルの設計である。これはすぐに評判を呼び、その品質と性能の高さでアルヴィスの名は一躍有名となった。
会社のロゴは羽の生えた緑色の三角だったがアブロのロゴに似ていたためほどなく赤色の三角となり「Alvis」の文字が加えられた。1921年、会社名をアルヴィス・カー・アンド・エンジニアリング・カンパニー・リミテッド (Alvis Car and Engineering Company Ltd') とし、コヴェントリーのホーリーヘッド・ロードに移転した。
1923年、デイムラーにいたキャプテン・GT・スミス＝クラーク (GT Smith-Clarke) が主任技術者兼工場長となり、つづいて、WM・ダン (WM Dunn) も主任設計技師となった。この2人は25年もの間パートナーとして多くの車を設計した。
10/30HPはサイドバルブエンジンで改良を重ねて1923年にはOHVの「12/50HP」(Alvis 12/50) となり、これは1932年まで生産されビンテージ・スポーツカーとして現代でも評価が高い。現在でも12/50HPが約350台、12/60HPが約60台残っており、これは全生産量のほぼ1割に相当する。
1927年には6気筒エンジンを搭載する「14.75HP」が生産された。これは1939年まで長期に生産されたアルヴィス車6気筒モデルの基礎となったもの。この後、1950年から1967年までは全く異なる設計で生産されている。
アルヴィスは独立懸架、前輪駆動、そして1933年、世界初のシンクロメッシュトランスミッションの先駆けとして名を馳せた。前輪駆動モデルは1928年から1930年にかけて生産されていた。
1930年代から1940年代にかけてスミス＝クラークの設計したモデルとしてスピード20 (Speed 20)、スピード25 (Speed 25)、4.3リットル (4.3-litre) がある。コーチワークは主にクロス・アンド・エリス、チャールズワース、バンデン・プラがおこなっていた。1936年、会社名はアルヴィス・リミテッド (Alvis Ltd) となる。戦争が始まり、航空機エンジンと軍用車両を生産した。

### 第二次世界大戦
1939年9月の第二次世界大戦勃発で1946年まで乗用車生産は休止したが、1940年に短期間だけ12/70HP、シルバー・クレスト、スピード25、4.3リットルが生産された。1940年のドイツ軍によるコヴェントリー一帯への空爆で工場はかなりの損害を被ってはいたが、アルヴィス・リミテッドはロールス・ロイスから請け負っていた航空機用エンジンなどの生産を続けた。

### 戦後

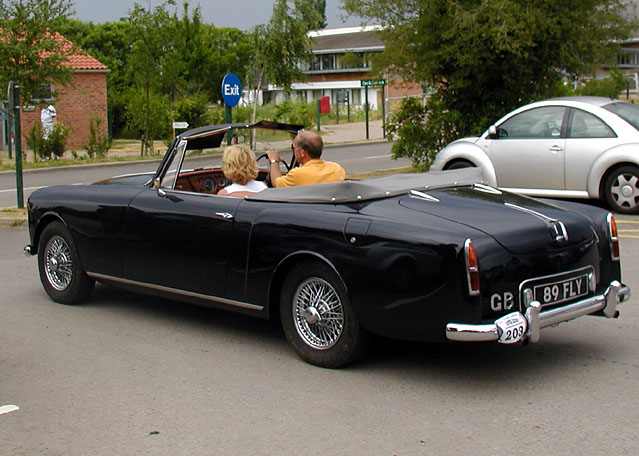
1963年 アルヴィスTD 21

戦前の設計で4気筒モデル「TA 14」(TA 14) を生産。スミス＝クラークは1950年に退任。ダンが設計を引き継いだ。
1950年には新型車体で6気筒3リットルエンジンを発表。このエンジンが会社終了時まで使われることとなる。
1952年から1955年にかけてアレック・イシゴニスがアルヴィスで働いた。イシゴニスはアルヴィスで新モデルのためのV型8気筒エンジンを設計したが、コストがかかりすぎるため生産には至らなかった。
アルヴィスの車にはスイスのヘルマン・グラバー (Carrosserie Hermann Graber) 製スペシャルボディ仕様もあった。1954年以前のボディはバーミンガムのH・J・ミュリナー製だったが、1955年からスイスのヘルマン・グラバー製となった。ラフボローのウィローブルック (Willowbrook) になり、1958年にはミュリナー・パークウォードに委託された。
アルヴィスの資本は1965年にローバーが握り、ローバー製V型8気筒ミッドエンジンクーペのプロトタイプP6BSが発売されると噂されたが、それ以前にブリティッシュ・レイランドに経営権が渡り話は立ち消えとなった。乗用車生産は1967年で終了し、以後は軍用車両の生産となった。

### 現代
ローバーとともにブリティッシュ・レイランド傘下となっていたが、1981年にユナイテッド・サイエンティフィック・ホールディングス (United Scientific Holdings plc) が買収し、傘下に置いた。その後、ユナイテッド・サイエンティフィックは社名をアルヴィス plcとした。
ホーリーヘッド・ロードにあったアルヴィスの工場跡地は現在、郊外のショッピングセンターとなっており、その名称アルヴィス・リテール・パーク (Alvis Retail Park) にその痕跡をとどめている。

### 復活
2009年、レッド・トライアングル社がアルヴィス自動車商標の譲渡交渉に乗り出しこれを取得。翌2010年よりかつてのモデルをハンドメイドで再び製造・販売することを発表した。日本でも2019年以降新車の販売が始まっている。

## 車種一覧

### 乗用車
| モデル名                | タイプ                                                         | 生産開始 | 終了   | 生産台数 |
| ----------------------- | -------------------------------------------------------------- | -------- | ------ | -------- |
| 10/30HP                 |                                                                | 1920年   | 1923年 | 603台    |
| 11/40HP                 |                                                                | 1921年   | 1923年 | 382台    |
| 12/40HP                 |                                                                | 1922年   | 1925年 | 1,552台  |
| 12/50HP                 | セダン、2席スポーツ、オープンカー                              | 1923年   | 1933年 | 3,616台  |
| 14.75HP                 |                                                                | 1927年   | 1929年 | 492台    |
| 12/75HP FWD             | 前輪駆動：スポーツセダン、2席スポーツカー、4席スポーツカー     | 1928年   | 1931年 | 142台    |
| 16.95HPシルバーイーグル | セダン、2席スポーツカー、クーペ、オープンカー                  | 1928年   | 1936年 | 1,357台  |
| 12/60HP                 | スポーツセダン、2席スポーツ、4席スポーツ                       | 1931年   | 1932年 | 282台    |
| スピード20              | スポーツセダン、スポーツツアラー、オープンカー                 | 1932年   | 1936年 | 1,165台  |
| ファイアーフライ12      | 4 light saloon, 6 light saloon、スポーツツアラー、オープンカー | 1933年   | 1934年 | 904台    |
| クレステッドイーグル    | 4 light saloon, 6 light saloon、リムジン                       | 1933年   | 1940年 | 652台    |
| ファイアーバード        | スポーツツアラー、4 light saloon, 6 light saloon、オープンカー | 1935年   | 1936年 | 449台    |
| 3½リットルSA            |                                                                | 1936年   | 1936年 | 61台     |
| シルバークレスト        | 4 light saloon, 6 light saloon、オープンカー                   | 1937年   | 1940年 | 344台    |
| スピード25              | スポーツセダン、スポーツツアラー、オープンカー                 | 1937年   | 1940年 | 536台    |
| 4.3リットル             | スポーツセダン、スポーツツアラー                               | 1937年   | 1940年 | 204台    |
| 12/70                   | スポーツセダン、スポーツツアラー、オープンカー                 | 1938年   | 1940年 | 776台    |
| TA14                    | スポーツセダン、オープンカー                                   | 1946年   | 1950年 | 3,213台  |
| TB14                    | 2席スポーツカー                                                | 1948年   | 1950年 | 100台    |
| TA21                    | スポーツセダン、オープンカー                                   | 1950年   | 1953年 | 1,314台  |
| TB21                    | 2席スポーツカー                                                | 1950年   | 1953年 | 31台     |
| TC21/100グレーレディ    | スポーツセダン、オープンカー                                   | 1953年   | 1955年 | 48台     |
| TD21                    | 2ドアセダン、オープンカー                                      | 1958年   | 1963年 | 1,070台  |
| TE21                    | 2ドアセダン、オープンカー                                      | 1964年   | 1966年 | 352台    |
| TF21                    | 2ドアセダン、オープンカー                                      | 1966年   | 1967年 | 106台    |

### 軍用車両
- FV601 サラディン
- FV603 サラセン
- FV101 スコーピオン
- FV106 サムソン
- Alvis Stalwart eg FV620 Stalwart
- Alvis Stormer in service with the British Army as FV4333 Stormer